# Hortigüela (kommunhuvudort)
Hortigüela är en kommunhuvudort i Spanien.   Den ligger i provinsen Provincia de Burgos och regionen Kastilien och Leon, i den centrala delen av landet, 180 km norr om huvudstaden Madrid. Hortigüela ligger 940 meter över havet och antalet invånare är 126.
Terrängen runt Hortigüela är kuperad åt sydväst, men åt nordost är den platt. Hortigüela ligger nere i en dal. Runt Hortigüela är det mycket glesbefolkat, med 3 invånare per kvadratkilometer. Närmaste större samhälle är Salas de los Infantes, 12,6 km öster om Hortigüela. Trakten runt Hortigüela består i huvudsak av gräsmarker.